# Rain (singel Madonny)
Rain – singel pochodzący z piątego studyjnego albumu Madonny Erotica. Utwór został stworzony i wyprodukowany przez Madonnę oraz Shepa Pettibona. Klasyczna, popowa, przyjazna dla radia ballada miała uratować album przed klapą. Odniosła jednak umiarkowany sukces na listach przebojów.

## Teledysk
Reżyserem teledysku kręconego od 16 do 19 maja w hangarze w Santa Monica (Kalifornia) był Mark Romanek. W klipie pokazane jest jego tworzenie; Madonna uczy się tekstu, siedzi poza planem, otacza ją świta azjatyckich producentów. Głównie jednak widoczne są efekty tej pracy. Piosenkarka ubrana w nowoczesnym stylu leży na fotelu otoczona surową scenografią. Pokazane są również bardziej romantyczne momenty; Madonna śpiewa w strugach deszczu, obejmuje i całuje młodego mężczyznę, śpiewa pośród parasoli. Pierwotnie klip miał być czarno biały, dopiero po nakręceniu całości zdecydowano się komputerowo nałożyć na niego barwy.
Teledysk miał swoją premierę 21 czerwca 1993 w MTV. W tym samym roku zdobył dwie nagrody MTV Video Music Awards w kategoriach "najlepsza scenografia" i "najlepsze zdjęcia".

## Występy na żywo
Madonna po raz pierwszy wykonała utwór na żywo podczas trasy Girlie Show w 1993 roku. Jego ponowne wykonanie miało miejsce dopiero piętnaście lat później podczas Sticky & Sweet Tour w 2008 roku. Piosenkarka zaśpiewała utwór, lecz z wykorzystaniem fragmentów przeboju zespołu Eurythmics "Here Comes the Rain Again".

## Oficjalne wersje
- (Album version)
- (Video edit)
- (Radio remix)
- (Remix edit)